# 王堯仁
王堯仁（16世紀—17世紀），字子欽、又字佑匡，江西饒州府鄱陽縣西隅人，明朝政治人物。

## 生平
王堯仁是萬曆二十五年（1597年）丁酉科江西鄉試舉人，授興國州學正，陞閩清知縣，為政清廉正直，辭官後里居二十多年，足跡不入城市，去世後無法具棺斂葬，縣人都感到傷心。

## 引用
1. 1 2  同治《鄱陽縣志·卷十·人物志一》：王堯仁，字子欽，西隅人，萬厯丁酉登賢書，歷任閩清令，清直不諧於俗，解組貧歸，里居二十餘年足跡不踰戶，及卒不能具棺衾，聞者傷之。
2. ↑  光緒《興國州志·卷十二·秩官》：學正……萬厯……王堯仁 舉人，字佑匡，江西鄱陽